# Gibraltar
Pour les articles homonymes, voir Gibraltar (homonymie).
 (avril 2025).
Si vous disposez d'ouvrages ou d'articles de référence ou si vous connaissez des sites web de qualité traitant du thème abordé ici, merci de compléter l'article en donnant les références utiles à sa vérifiabilité et en les liant à la section « Notes et références ».
Gibraltar est un territoire britannique d'outre-mer, situé dans le sud de la péninsule Ibérique, en bordure de la mer d'Alboran et du détroit de Gibraltar, ce dernier reliant la Méditerranée à l'océan Atlantique. Il correspond au rocher de Gibraltar et à ses environs immédiats et est séparé de l'Espagne par une frontière de 1,2 kilomètre.
Gibraltar est possession du Royaume-Uni (initialement, une possession de l'Angleterre) depuis 1704. Les Forces armées britanniques y conservent une présence.
Gibraltar est revendiqué par l'Espagne, et ce, bien que la majorité de sa population soit attachée à rester britannique,. La question de Gibraltar est une cause majeure de dissension dans les relations hispano-britanniques.
Jusqu'en janvier 2020, Gibraltar faisait partie de l'Union européenne (dans le cadre de laquelle il bénéficiait d'un statut spécial) mais pas de l'espace Schengen. Ce statut est modifié à la suite du Brexit, conséquence de la procédure de retrait du Royaume-Uni de l'Union européenne qui a été déclenchée le 29 mars 2017 à la suite du référendum du 23 juin 2016 organisé sur l'ensemble du territoire britannique. Les résultats locaux d'une consultation menée en octobre 2016 montrent que 96 % des Gibraltariens souhaitent obtenir un statut spécial leur permettant de rester au sein de l'UE. Le 11 juin 2025, l'Espagne, l'Union européenne et le Royaume-Uni s'accordent sur l’entrée de Gibraltar dans l’espace Schengen,.

## Histoire

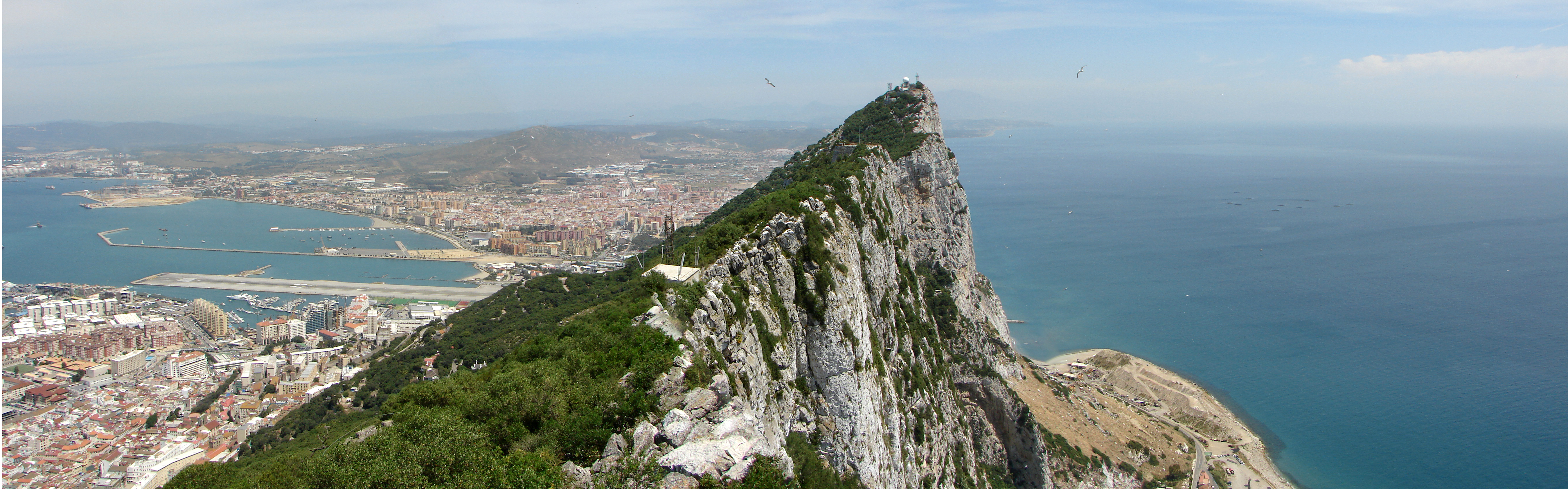
Gibraltar, le Rocher.

### Préhistoire et mythologie
Le territoire de Gibraltar comporte plusieurs sites ayant été occupés par les Néandertaliens. Le site de la carrière de Forbes a d'ailleurs livré, en 1848, l'un des premiers crânes (après Engis 2) correspondant à cette espèce, lequel n'a toutefois été reconnu comme tel qu'après la découverte du site de la vallée de Neander en Allemagne, vers 1856. Le site de la grotte de Gorham a également livré des industries moustériennes qui pourraient être parmi les plus récentes.
D'après la mythologie grecque, c'est Héraclès qui a érigé les colonnes d'Hercule composées des deux promontoires séparant l'Afrique de l'Europe : le mont Calpé en Europe et djebel Musa en Afrique. Dans l'Antiquité grecque, le rocher est aussi associé à Briarée, un des Hécatonchires.

### Histoire des revendications
Avant la conquête musulmane, le rocher de Gibraltar est appelé mont Calpé. En 711, dans le cadre de la conquête musulmane de l'Espagne wisigothique, le chef Tariq ibn Ziyad y établit une tête de pont en Europe, donnant son nom au rocher (Gibraltar est une déformation de Jabal-Târiq, Montagne de Târiq).
Le site est conquis, en 1309, par le royaume de Castille, puis repris par le général mérinide Abd-el-Melek en 1333, expulsant les Castillans. En 1374, les Mérinides cèdent le rocher au royaume de Grenade. Gibraltar est ensuite conquis par Ferdinand V en 1492.
Ce territoire espagnol est pris par les forces anglo-néerlandaises de l'amiral George Rooke le 25 août 1704 et sa propriété (mais pas la souveraineté) est confirmée et reconnue par l'Espagne par le traité d'Utrecht en 1713. Une tentative espagnole pour reprendre Gibraltar a lieu de 1779 à 1783, lorsque l'Espagne déclare la guerre au Royaume-Uni dans le cadre de son alliance avec la France au cours de la guerre d'indépendance américaine. Cette période, connue sous le nom de « Grand siège », dure 3 ans.
En 1805, une épidémie de fièvre jaune tue un tiers des Gibraltariens.
Au début des années 1960, le gouvernement espagnol soulève la « question de Gibraltar » devant le Comité des Nations unies pour la décolonisation et l'Assemblée générale adopte les résolutions 2353 de 1967, qui demandent le début des pourparlers entre l'Espagne et le Royaume-Uni pour mettre fin à la situation « coloniale » de Gibraltar tout en préservant les intérêts du peuple de Gibraltar. En réponse à ces résolutions, les autorités de Gibraltar font appel du droit à l'autodétermination et le Royaume-Uni organise un référendum d'autodétermination le 10 septembre 1967 pour les Gibraltariens, dans lequel 99,64 % des électeurs expriment leur volonté de rester sous la souveraineté britannique. Quelques mois plus tard, en mai 1968, afin de protester contre ce référendum, le général Franco fait fermer la frontière entre l'Espagne et le rocher, qui ne rouvrira que le 1er janvier 1985 à minuit.

### Statut spécial au sein de l'Union européenne
Gibraltar fait partie de l'Union européenne de 1973 à janvier 2020, conformément au traité d'adhésion du Royaume-Uni, mais y bénéficie d'un statut spécial. Gibraltar n'est en effet pas soumis à l'obligation de prélever la TVA, et n'est pas non plus membre de l'union douanière. En outre, la politique commerciale de l'Union européenne, la politique agricole commune et la politique commune de la pêche ne sont pas applicables à Gibraltar.
À la suite de la mise en place du retrait de la Grande-Bretagne de l'Union Européenne, l'Espagne et le Royaume-Uni ont trouvé un accord spécifique pour laisser la frontière ouverte, grâce à une intégration du territoire dans l'espace Schengen,. Cet accord a été atteint quelques heures avant l'entrée en vigueur du retrait du Royaume-Uni de l'Union européenne, le 31 décembre 2020.

### Histoire actuelle
L'Espagne revendique aujourd'hui toujours la même position, à savoir qu'elle exige le départ des Britanniques, et que le territoire lui soit rendu, avec abrogation des accords datant du XVIIIe siècle. L'Espagne n'est pas contre un statut d'autonomie du territoire, allant jusqu'à s'inspirer du statut de Hong Kong, la colonie britannique restituée à la Chine en 1997.
Lors du référendum sur l'appartenance du Royaume-Uni à l'Union européenne en 2016, les Britanniques décident par référendum de quitter l'Union européenne. L'Espagne relance les pourparlers en vue de la récupération du territoire cédé aux Britanniques en 1713. Le chef de la diplomatie espagnole Alfonso Dastis propose de nouveau la souveraineté partagée du rocher (déjà rejetée en 2002). Il indique que cette offre n'est pas conditionnée aux accords entre l'Union européenne et le Royaume-Uni pouvant intervenir dans le cadre du Brexit.

## Géographie

Carte de Gibraltar.

Le territoire a une superficie de 6,8 km2. Il possède une frontière terrestre avec l'Espagne longue de 1 200 m (la deuxième plus courte frontière terrestre du monde), et 12 km de côtes sur deux façades, la première sur la mer d'Alboran : c'est la côte est (East Side), où se trouvent deux baies, Sandy Bay et Catalan Bay ; la deuxième sur le détroit de Gibraltar : c'est la côte ouest (West Side), où vit la majorité de la population et sur laquelle a été aménagé le port.
Le climat méditerranéen favorise une végétation résistante de garrigue, maquis et pinède.
Le point culminant est le rocher de Gibraltar (rocher calcaire culminant à 426 m), réserve naturelle peuplée par des macaques berbères, les seuls singes sauvages d'Europe.
Gibraltar n'a pas de ressources naturelles exploitées ; cependant, une usine de dessalement est aujourd'hui active à l'intérieur du Rocher.
Gibraltar est un des territoires les plus densément peuplés au monde avec 4 290 hab./km2.

## Toponymie
Gibraltar vient de l'arabe « جبل طارق », « Jebel Tareq », « le mont de Tarik », du nom du Berbère Tariq ibn Ziyad, qui a mené les troupes omeyyades à la conquête de la péninsule Ibérique.

## Flore et faune
| Un groupe de macaques deux adultes avec un jeune                   |  | Un dauphin sautant dans la mer       |
| Macaques de Barbarie (Macaca sylvanus) sur le Rocher de Gibraltar. |  | Un dauphin sur la baie de Gibraltar. |

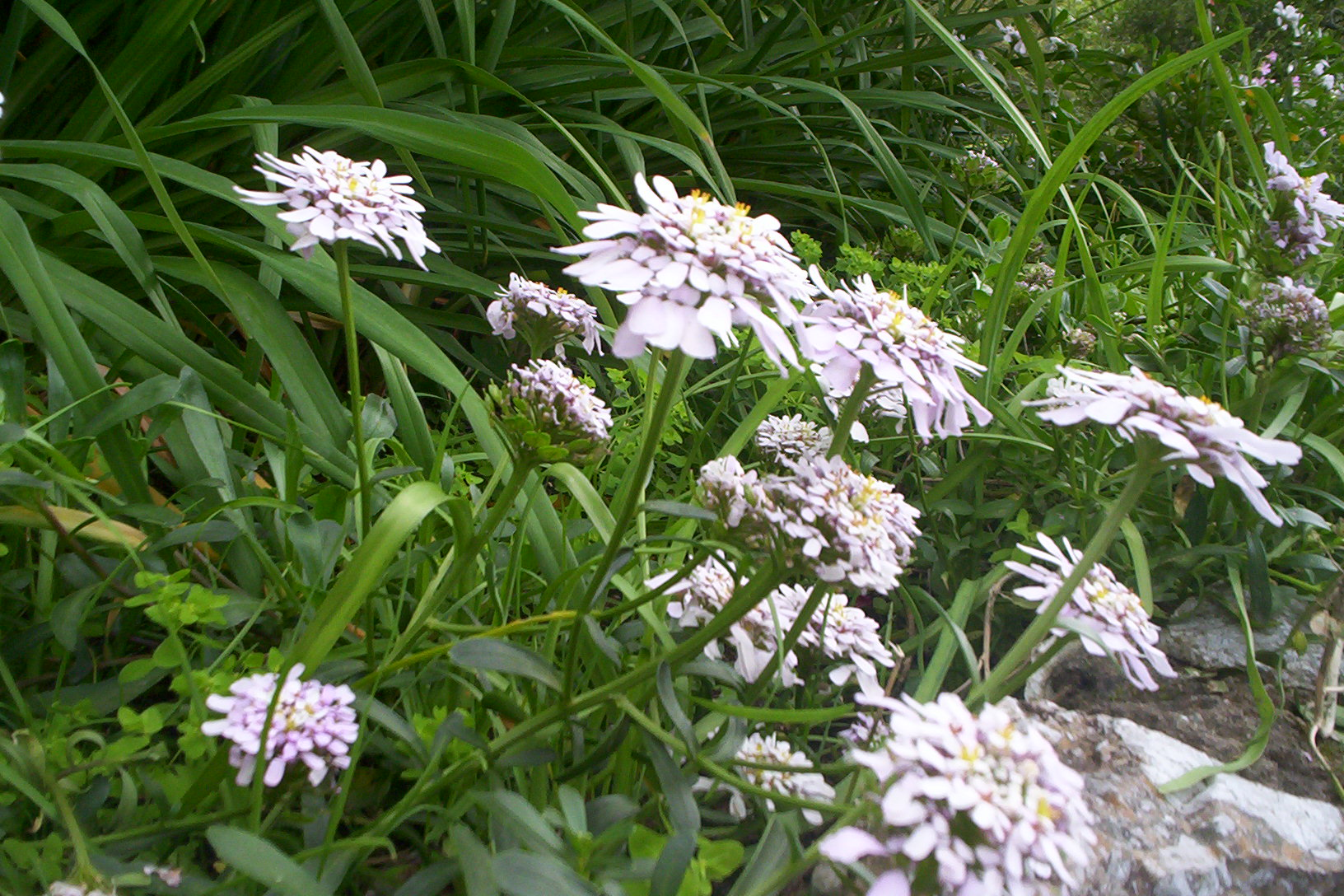
Iberis gibraltarica aux jardins botaniques de Gibraltar.

Plus de 500 espèces de plantes à fleurs poussent sur le rocher de Gibraltar. Gibraltar est l'unique endroit où l'Iberis gibraltarica, une espèce de crucifères à fleurs blanches, pousse dans la nature en Europe. Cette plante originaire d'Afrique du Nord est le symbole de la réserve naturelle du rocher de Gibraltar. L'olivier et le pin sont parmi les espèces qui poussent le plus communément sur le Rocher.
La majorité du Rocher est couverte par la réserve naturelle qui est l'habitat naturel de quelque 230 macaques de Barbarie, le singe le plus célèbre de Gibraltar. Néanmoins, les spécialistes insistent sur le caractère sauvage de ces singes. Ce sont les seuls singes sauvages d'Europe. Cette espèce, dont le nom scientifique est Macaca sylvanus, est sur la liste des espèces en danger selon la liste rouge de l'UICN. Cependant, ils se sont bien acclimatés à l'Homme et il est fréquent qu'ils s'approchent des touristes. Ils peuvent aussi leur voler de la nourriture. Il est même possible de faire des photos avec eux.
Les autres espèces de mammifères présents sur l'île incluent les lapins, les renards et les chauves-souris. De plus, dauphins et baleines sont régulièrement présents dans la baie de Gibraltar. Les oiseaux migrateurs sont très communs ; Gibraltar est terre d'accueil des seules perdrix gambra présentes sur le continent européen. Cette richesse de la nature est menacée par le développement urbain, le tourisme et les espèces de plantes invasives, mais aussi par les espèces d'oiseaux et de chauves-souris susceptibles de mettre en péril l'équilibre naturel de la presqu'île.

## Politique

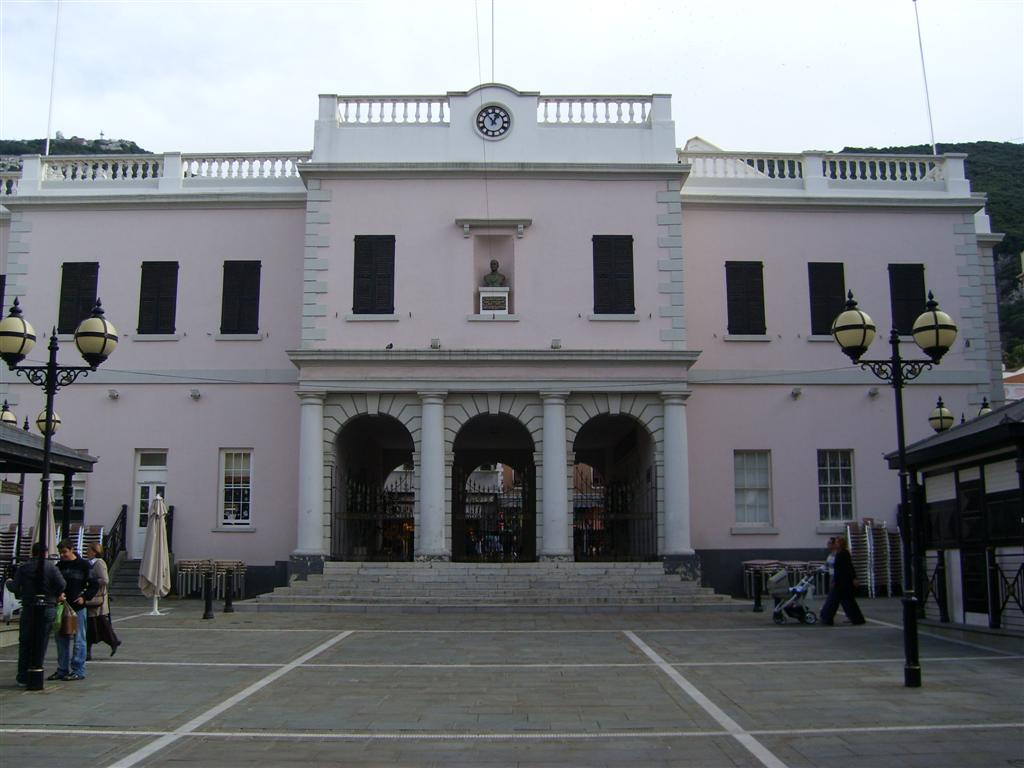
Le Parlement de Gibraltar.

Comme pour tout territoire britannique d'outre-mer, le roi du Royaume-Uni Charles III est le chef de l'État ; il est représenté par le gouverneur de Gibraltar. Le Royaume-Uni a gardé les responsabilités concernant la défense, la politique étrangère, la sécurité intérieure et les questions économiques. Le rôle du gouverneur est surtout symbolique : il nomme le ministre en chef et les autres membres du gouvernement après les élections sans participer à l'administration du territoire. Il est néanmoins responsable de la défense et de la sécurité à l'intérieur de Gibraltar (la Royal Gibraltar Police).
Le Parlement de Gibraltar est composé de 17 membres élus pour un mandat de quatre ans. Le gouvernement est responsable devant lui.
Il y a trois partis représentés au parlement : les Sociaux-démocrates de Gibraltar, le Parti travailliste-socialiste de Gibraltar et le Parti libéral de Gibraltar.
Le plus important problème est la demande permanente de l'Espagne concernant le transfert de ce territoire. Les partis politiques et une grande majorité des habitants y sont opposés.
Gibraltar est toujours sur la liste officielle des territoires à décoloniser selon l'ONU.

### Face au Brexit
Avant le référendum britannique sur le retrait du Royaume-Uni de l'Union européenne, le ministre des Affaires extérieures de l'Espagne a déclaré qu'en cas de Brexit, Gibraltar perdrait l'accès au marché commun à moins qu'une solution transitoire à base de souveraineté partagée avec l'Espagne ne soit mise en œuvre. De ce fait, le succès du Brexit a été compris comme un progrès facilitant la possibilité de faire flotter le drapeau espagnol à Gibraltar.
Lors du vote, les habitants de Gibraltar rejettent à plus de 95 % le Brexit[réf. souhaitée].
Après l'enclenchement du Brexit, le président du Conseil européen Donald Tusk évoque la question de la sortie de Gibraltar du Royaume-Uni. Le 2 avril 2017, la première ministre Theresa May affirme qu'elle ne céderait jamais cette enclave sans la volonté de la population.
Un texte présenté par Donald Tusk prévoit notamment qu'« aucun accord entre l’UE et le Royaume-Uni ne pourra s’appliquer au territoire de Gibraltar sans un accord entre le Royaume d’Espagne et le Royaume-Uni ».
Invité au Royaume-Uni en juillet 2017, le roi d'Espagne Philippe VI a appelé à une négociation et à une entente des deux royaumes sur la question de Gibraltar.
Le 31 décembre 2020, un accord de principe entre le Royaume-Uni et l'Espagne prévoit notamment la libre circulation des personnes entre l'Espagne et le territoire. Il entre en application dès le lendemain dans l'attente de la signature d'un traité spécifique entre l'Union européenne et le Royaume-Uni.
Le 11 juin 2025, le Royaume-Uni, l'Espagne et l'Union européenne s'accordent pour l'entrée de Gibraltar dans l'espace Schengen. L'accord qui n'a pas encore été ratifié prévoit de rétablir la libre circulation des biens et des personnes sous le contrôle de l'Espagne. L'objectif est notamment de faciliter la circulation « des 15 000 personnes qui se déplacent quotidiennement entre Gibraltar et le Campo de Gibraltar, et aux 300 000 Andalous de la région » selon 20 Minutos,. L'accord établi en outre « un système dans lequel les agents frontaliers britanniques et espagnols effectueront des contrôles de passeports dans le port et à l'aéroport de Gibraltar », sur le même modèle que les contrôles des voyageurs de l'Eurostar.

### Relations avec l'Union européenne durant la période de transition
Durant la période de transition, quatre mémorandums sont maintenus :
- droits des citoyens ;
- contrebande de tabac ;
- environnement ;
- coopération policière et douanière[29].

## Économie

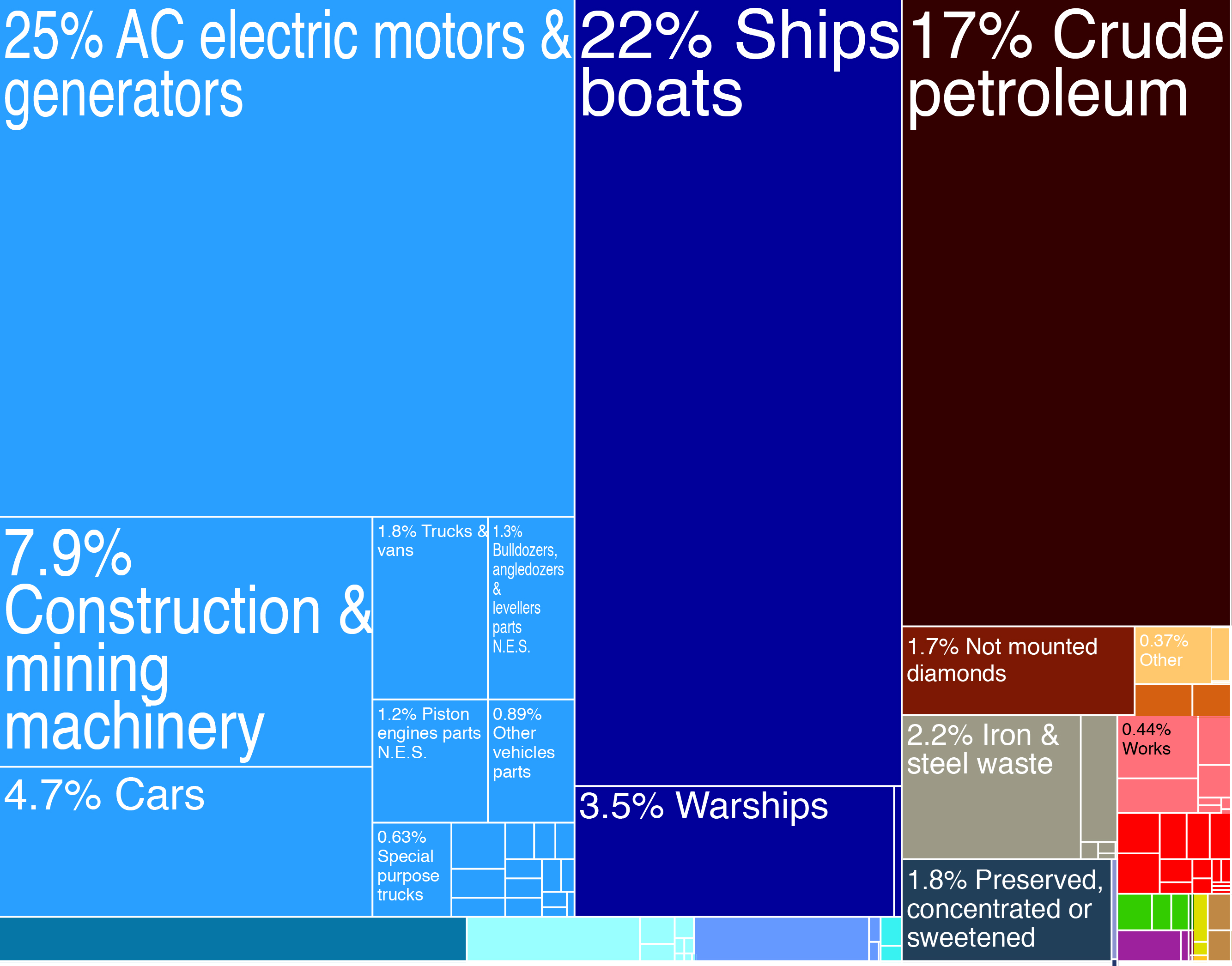
Les principales exportations en valeur de Gibraltar en 2009.

Les activités militaires ont traditionnellement dominé l'économie de Gibraltar, le chantier de construction et de maintenance navale fournissant la majeure partie de l'activité économique. Leur part dans l'économie locale a cependant diminué, passant de 60 % en 1984 à 7 % en 2004.
L'économie de Gibraltar repose sur le secteur des services, principalement ceux en lien avec la finance et le tourisme. Grâce à son taux d'imposition sur les sociétés très faible et à l'appartenance de Gibraltar à l'Union européenne, un certain nombre de banques britanniques et internationales sont installées ou ont des filiales à Gibraltar, qui est devenu un centre de finances international. Cela a valu à l'enclave britannique de figurer jusqu'en 2009 sur la liste grise des paradis fiscaux de l'OCDE. Encore aujourd'hui, l'Espagne considère Gibraltar comme un paradis fiscal.
En 2013, 18 000 entreprises étaient officiellement enregistrées à Gibraltar (sur un territoire d'à peine 30 000 habitants).
Beaucoup de bookmakers et d'opérateurs de jeu en ligne ont également déplacé leur siège à Gibraltar.
En ce qui concerne le tourisme, Gibraltar est une escale privilégiée pour les bateaux de croisière. Le rocher de Gibraltar est une attraction populaire, en particulier parmi les touristes et les résidents britanniques installés sur la côte méridionale de l'Espagne. Toutes les marchandises et les services sont vendus sans taxe sur la valeur ajoutée, ce qui explique l'implantation de plusieurs grands magasins britanniques : Marks and Spencer, BHS, Dorothy Perkins, et la chaîne de supermarchés Morrisons.
Gibraltar a un PIB de plus de 432 millions de livres (769 millions de dollars) ; avec un PIB par personne de 15 700 £ (28 000 $).
La devise est la livre de Gibraltar, qui a une parité de un pour un avec la livre sterling, laquelle a aussi cours à Gibraltar. Par ailleurs la majorité des magasins et des restaurants acceptent aussi les euros, mais avec un taux de change défavorable. On notera toutefois que la livre de Gibraltar, elle, n'a pas cours en Grande-Bretagne.
En 2016, les autorités de Gibraltar ont fait part de leur inquiétude sur une éventuelle sortie du Royaume-Uni de l'Union européenne, estimant qu'une telle sortie menacerait le secteur financier local. Lors du référendum du 23 juin 2016, 96 % des habitants de Gibraltar ont voté en faveur du maintien au sein de l'Union européenne, à l'inverse de la majorité du Royaume-Uni.

## Transports

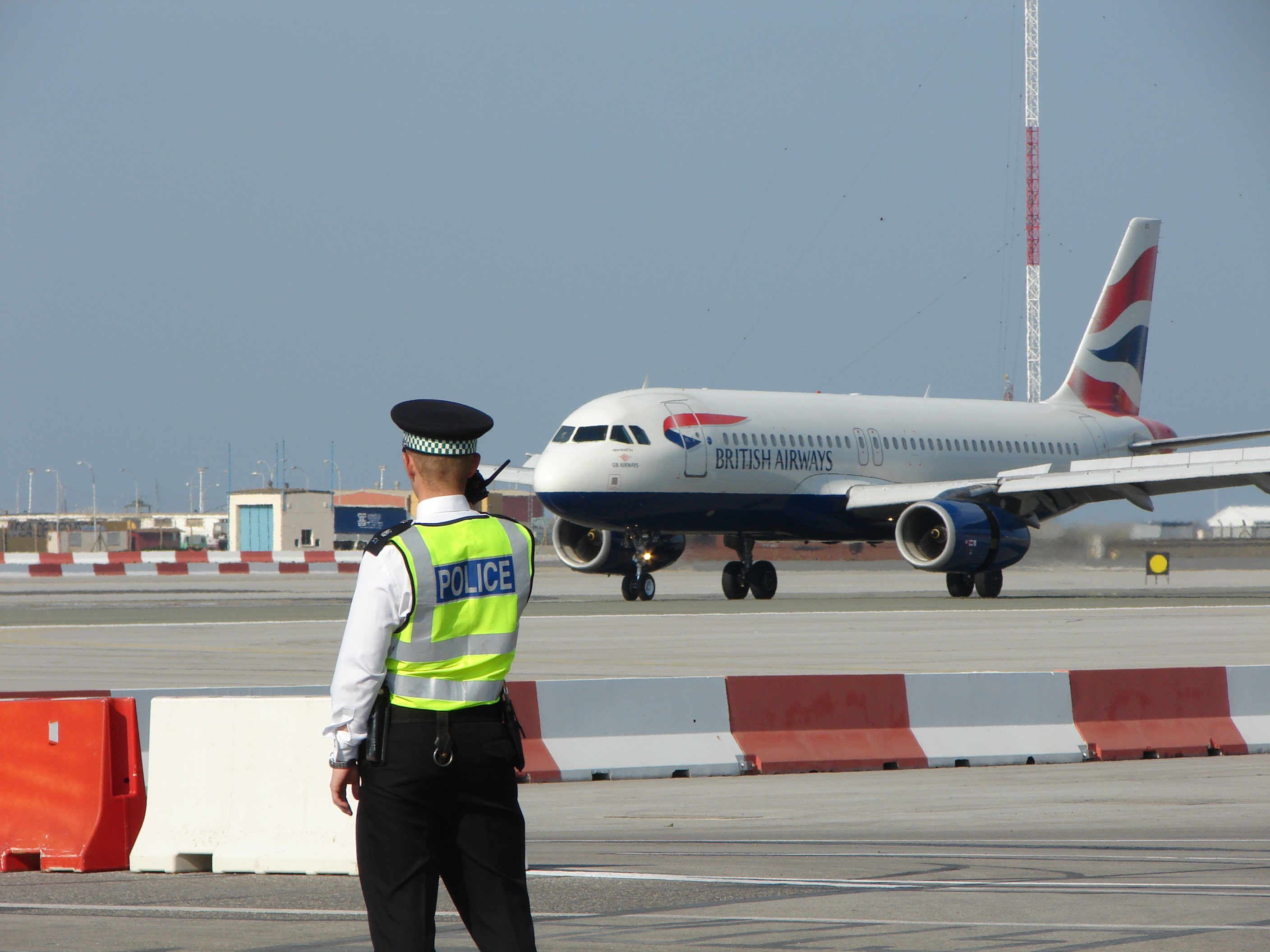
L'aéroport international de Gibraltar.

L'aéroport international de Gibraltar (code IATA : GIB • code OACI : LXGB) a la particularité d'avoir son unique piste traversée par la route reliant Gibraltar à l'Espagne. Il est donc possible, qu'en voulant accéder à Gibraltar, les passants doivent s'arrêter sur le côté de la piste afin qu'un avion atterrisse ou décolle. Des barrières se ferment afin que plus personne ne circule sur cette piste.
Contrairement au reste du Royaume-Uni, le sens de circulation routière s'effectue à droite de la chaussée comme en Espagne.

## Démographie
D'après le recensement de juillet 2005, Gibraltar compte 27 884 habitants[réf. nécessaire].
Les origines des habitants de Gibraltar sont espagnoles, britanniques et méditerranéennes (principalement génoises et maltaises). On trouve également une grande communauté juive, une population musulmane marocaine et un certain nombre de personnes originaires du sous-continent indien[réf. nécessaire].
Selon le Pew Research Center, en 2010, 88,8 % des habitants de Gibraltar sont chrétiens, principalement catholiques (80 %) et dans une moindre mesure protestants anglicans (8,2 %), alors que 4 % de la population est musulmane, que 2,9 % n'est pas affiliée à une religion, que 2,1 % est juive, que 1,8 % est hindoue et que 0,4 % pratique une autre religion.
La langue officielle est l'anglais, utilisée au gouvernement et dans les affaires. Beaucoup de gens sont bilingues et parlent aussi l'espagnol. Les habitants emploient également le llanito, un mélange d'espagnol et d'anglais avec notamment des éléments de portugais, de maltais, uniquement parlé à Gibraltar. L'arabe marocain, l'hindi et le maltais sont également parlés sur le « Rocher »[réf. nécessaire].
Le terme llanito (féminin : llanita) définit aussi une identité propre à Gibraltar et visible lors de la fête nationale de Gibraltar, en particulier sur les tee-shirts portés par les jeunes et arborant des slogans comme « 110 % llanita » ou « proud to be llanito »[réf. nécessaire].

## Culture

### Sites religieux
- La cathédrale Sainte-Marie-la-Couronnée : ce site fut d'abord une église puis modifiée en mosquée lors de la domination musulmane, plus tard convertie en église catholique en 1462. Elle fut lourdement endommagée lors du Grand Siège de Gibraltar. Devenue le siège des évêques catholiques romains, elle fut élevée au statut de cathédrale et siège de l'évêque de Gibraltar.
- Shrine of Our Lady of Europe (en) : d'abord une mosquée, les Espagnols la transformèrent en chapelle en 1462. Une flamme allumée dans sa tour fit office de premier phare de Gibraltar. Sa statue de la Vierge à l'Enfant datant du XVe siècle a été conservée intacte malgré le pillage de ce sanctuaire par le pirate Barberousse. Le pape lui offrit en 2009, la Rose d'or, à l'occasion du 700e anniversaire de dévotion à Notre-Dame d'Europe.
- Église Saint-André (en) : la construction de cette église se déroula de 1840 à 1854 grâce aux dons récoltés par un groupe d'Écossais expatriés qui souhaitaient pratiquer leur culte.
- Église du Sacré-Coeur (en) : cette église datant du XIXe siècle et de style gothique ressemble un peu à la cathédrale Notre-Dame de Paris. Elle renferme une grotte dédiée aux apparitions de Lourdes au fond de son petit jardin.
- Cathédrale de la Sainte-Trinité.
- Chapelle du Roi (en)
- Église de Notre-Dame des Douleurs (en)
- Grande Synagogue
- La Grande Mosquée Ibrahim al-Ibrahim

Il existe également de nombreux autres établissements religieux, de différentes confessions et de nature plus récente, qui témoignent de la diversité culturelle de la population vivant à Gibraltar.

### Sites historiques
- Grotte de Gorham : des fouilles archéologiques dans cet ensemble de grottes sises au niveau de la mer ont attesté la présence des hommes de Néanderthal sur une période de 120 000 ans à cet endroit et que ce site aurait été leur dernière demeure, il y a de cela 32 000 ans. Un premier crâne y avait été découvert en 1848 puis un second, celui d'un enfant, en 1926. Déclaré site du patrimoine mondial en 2016, ce site offre également un balcon d'observation des Batteries Europa Advance (en), des visites guidées avec des experts et un accès via les Marches de la Méditerranée (en).
- Europa Point : un des points les plus au sud de l'Europe, fréquenté par les Phéniciens et les Grecs où se situe le Mémorial Sikorsky (en) à la mémoire de ceux qui ont péri lors d'un crash d'avion en 1943, dont le premier ministre de la Pologne, le général Władysław Sikorski qui y était alors en exil. Le site comprend également un phare et une mosquée.
  - Mosquée Ibrahim-al-Ibrahim : cette mosquée fut offerte à la population musulmane de Gibraltar par le sultan Fahd ben Abdelaziz Al Saoud d'Arabie saoudite en 1997.
  - Phare Trinity de Gibraltar (en) : construit en 1841, ce phare surplombe la mer de 49 m et a une portée de 37 km. Il est le seul en dehors du Royaume-Uni à être encore commandé par le Service britannique des phares, la Trinity House.
- Château maure : le château fut construit par les Maures en 1160 tandis que sa tour, la tour de l'Hommage, fut reconstruite vers 1333 alors qu'Abu al-Hasan ben Uthman reprenait le contrôle de Gibraltar. En 1540, alors que des pirates turcs pillèrent Gibraltar, il servit de refuge à des centaines d'habitants. La cour actuelle a servi de prison jusqu'en 2010.
- Grotte de Saint Michel : grotte naturelle située à 300 m d'altitude dont le niveau supérieur présente un immense espace offrant à la vue d'énormes stalagmites et stalactites éclairés par des jeux de lumière tandis qu'au niveau inférieur, brille un lac souterrain aux eaux cristallines. Un hôpital d'urgence avait été aménagé dans la partie supérieure durant la Seconde Guerre mondiale mais n'aurait jamais servi à cette fin. Cette immense salle sert aujourd'hui d'auditorium pouvant accueillir jusqu'à 600 personnes et des concerts et des pièces de théâtre y sont régulièrement présentés.
- Catalan Bay : construit par des pêcheurs venus de Gênes au XVIIIe siècle, ce village devint un refuge pour les Catalans qui fuyaient l'invasion de l'Espagne par Napoléon Ier.
- Musée national de Gibraltar : ce musée présente une collection d'histoire naturelle et culturelle, plusieurs photographies et vieux imprimés d'époque en plus d'une panoplie d'objets divers, datant de 127 000 ans à nos jours. Il est devenu le principal centre d'interprétation au sujet de la grotte de Gorham. Il est possible d'y voir des bains mauresques (en) les mieux conservées de toute l'Europe.
- Jardins botaniques de Gibraltar : ouverts au public en 1816, ces jardins au cœur de la ville aussi appelés Alameda Gardens (en), en plus d'offrir un décor exceptionnel, abritent une flore des plus diversifiée. Deux monuments importants s'y trouvent : une colonne dédiée au général Eliott ainsi que deux des quatre canons russes offert par la Grande-Bretagne à Gibraltar lors de la guerre de Crimée en 1858. Ils logent également un centre de conservation de la vie sauvage.

### Sites militaires
- Centre du patrimoine militaire / Princess Caroline's Battery (en): collection d'objets militaires ayant appartenu au passé de la Batterie d'artillerie de la princesse Caroline, troisième fille du roi Georges II.
- Parson's Lodge (en) : datant de 1875, la batterie[Lequel ?] abritait trois canons de 18 tonnes. Actuellement le site est utilisé comme centre de recherche sur les grottes et la vie sous-marine par le Musée de Gibraltar.
- Tunnels du Grand Siège / Great Siege Tunnels (en) : système de défense ayant été creusé à même le roc durant le Grand Siège qui eut lieu entre 1779 et 1783, lorsque les Français et les Espagnols tentaient de reprendre Gibraltar aux Britanniques.
- Tunnels de la Seconde Guerre mondiale / Tunnels de Gibraltar : système de tunnels d'une longueur de 52 km construit en cas d'attaque militaire de Gibraltar durant la Seconde Guerre mondiale. Ces tunnels fournissaient des logements à la garnison et abritaient un central téléphonique, une centrale électrique, un centre pour la distillation de l'eau ainsi que des ateliers de réparation du matériel militaire, des dépôts de munitions en plus d'un centre hospitalier.
- Ville sous le siège : le site de cette exposition, de nom inconnu, se situe dans l'un des premiers édifices construit par les Britanniques à Gibraltar. Outre les citernes d'eau ainsi qu'un système de drainage, il est possible d'y voir des graffitis laissés sur les murs par les militaires qui montaient la garde. Un de ceux-ci mentionne la date de 1726. Des expositions y présente la vie de la population civile à cette époque.

Plusieurs autres sites militaires sont dignes de mention tels la Batterie O'Hara (en), la Batterie de Harding (en) et la Batterie de la Langue du Diable (en); les Bastions d'Orange (en) et de Jumper (en). Certains monuments ont été érigés à la gloire des militaires tels que le monument à Rooke, le monument du général Eliott et celui dédié aux ingénieurs royaux. De nombreux sites mémoriels l'ont été également : le mémorial de la guerre de Gibraltar (en), le monument naval de Gibraltar, le mémorial des Royal Marines ainsi que ceux de Bedenham, des Blackwatch, de Lord Nelson et de celui de duc de Wellington entre autres. Le site Nelson's Anchorage présente quant à lui, un canon de 100 tonnes.
Certains accès à la ville ou certains endroits sont également significatifs : le Front de Wellington (en), la muraille de la Ligne (en) ainsi que les portes de Landport (en), du prince Edward, de Southport et du référendum (en). Enfin, il y a également la Croix du sacrifice (en) et la statue aux forces de défense de Gibraltar. Le cimetière de Trafalgar quant à lui, commémore la bataille de 1805 entre la flotte britannique et la flotte franco-espagnole.

### Fêtes principales

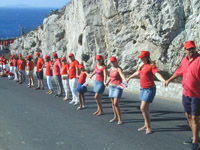
Les Gibraltariens se donnent la main pour encercler le Rocher lors du tricentenaire de 2004.

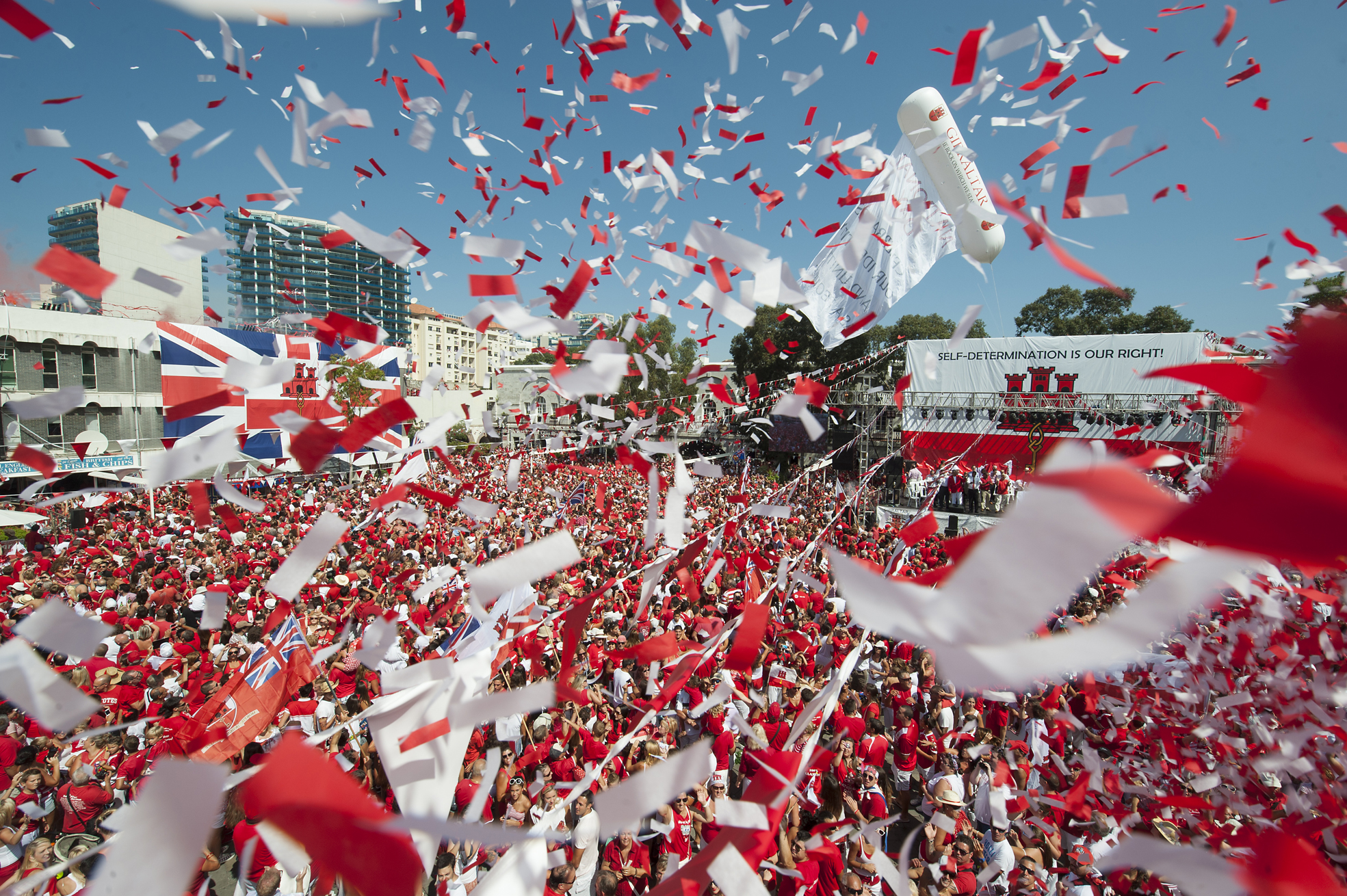
Fête nationale le 10 septembre.

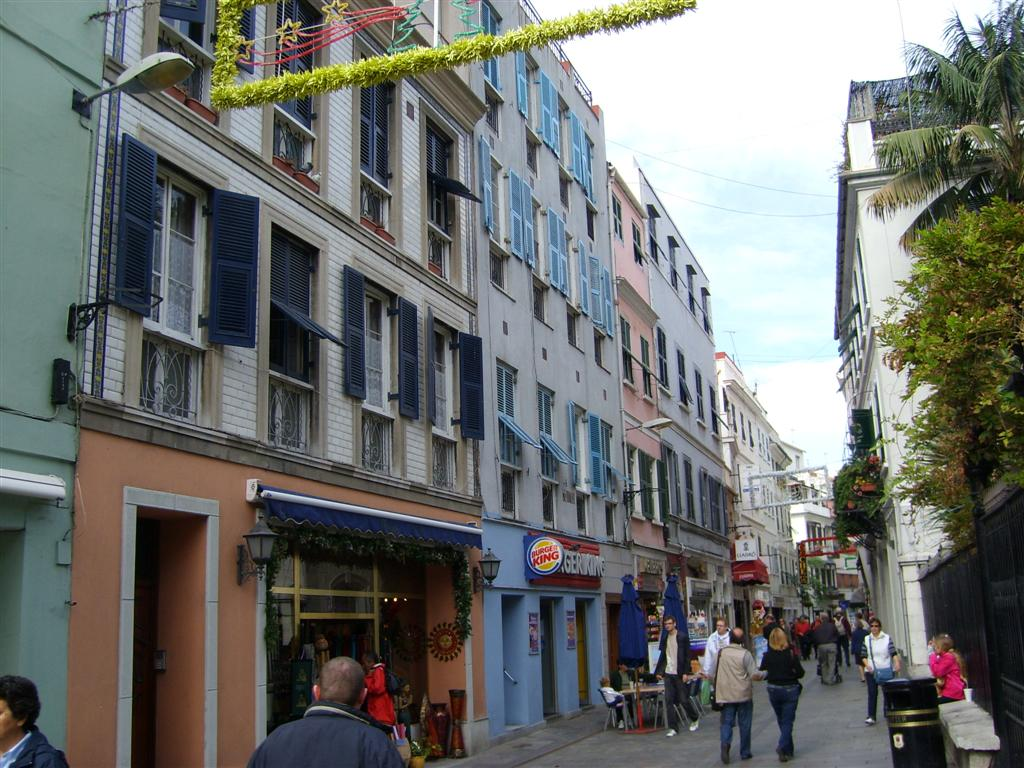
En haut de l'image on peut apercevoir les décorations de Noël d'une rue de Gibraltar.

Gibraltar célèbre sa fête nationale le 10 septembre, date choisie pour commémorer le référendum de 1967, premier acte d'autodétermination du peuple de Gibraltar (rejet de l'annexion par l'Espagne). C'est pour beaucoup de gens une occasion de fête, chacun s'habille en rouge et blanc, couleurs nationales. Le rassemblement politique culmine avec le lâcher de trente mille ballons rouges et blancs représentant le peuple de Gibraltar.
En 2004, Gibraltar a fêté le tricentenaire de sa conquête par les Britanniques et, pour les honorer de leurs efforts et affirmer son attachement à la base navale, a attribué la liberté de la ville à la Royal Navy. Comme geste politique de solidarité, la quasi-totalité de la population est descendue dans la rue, habillée en rouge, blanc et bleu, se tenant par la main pour former une chaîne humaine encerclant le rocher.
Les principales fêtes à Gibraltar sont :
- Fête du Commonwealth le 2e lundi de mars où les pays membres célèbrent les liens qui les unissent.
- Jour férié du printemps célébré le dernier lundi de mai et qui remplace depuis 1971 le lundi de la Pentecôte.
- Jour férié de la fin de l'été célébré le dernier lundi de août en l'honneur de la fin de l'été.
- Anniversaire de la reine depuis 1748 entre fin mai et début juin.
- Fête nationale le 10 septembre qui célèbre le référendum de 1967 qui refusa un retour à l'Espagne.
- Noël : célébré le 25 décembre à Gibraltar, il est composé du père Noël que l'on connait partout dans le monde, d'un esprit local festif, de spectacles, d'une grotte du père Noël à visiter et de foires de Noël. Il n'y a pas de neige, mais il y a des lumières de Noël sur les places publiques.
- Armoiries de Gibraltar
- Drapeau de Gibraltar
- Hymne de Gibraltar
- Llanito, langue usuelle de Gibraltar
- The Kalemites Visit Gibraltar, documentaire américain de 1912

## Football

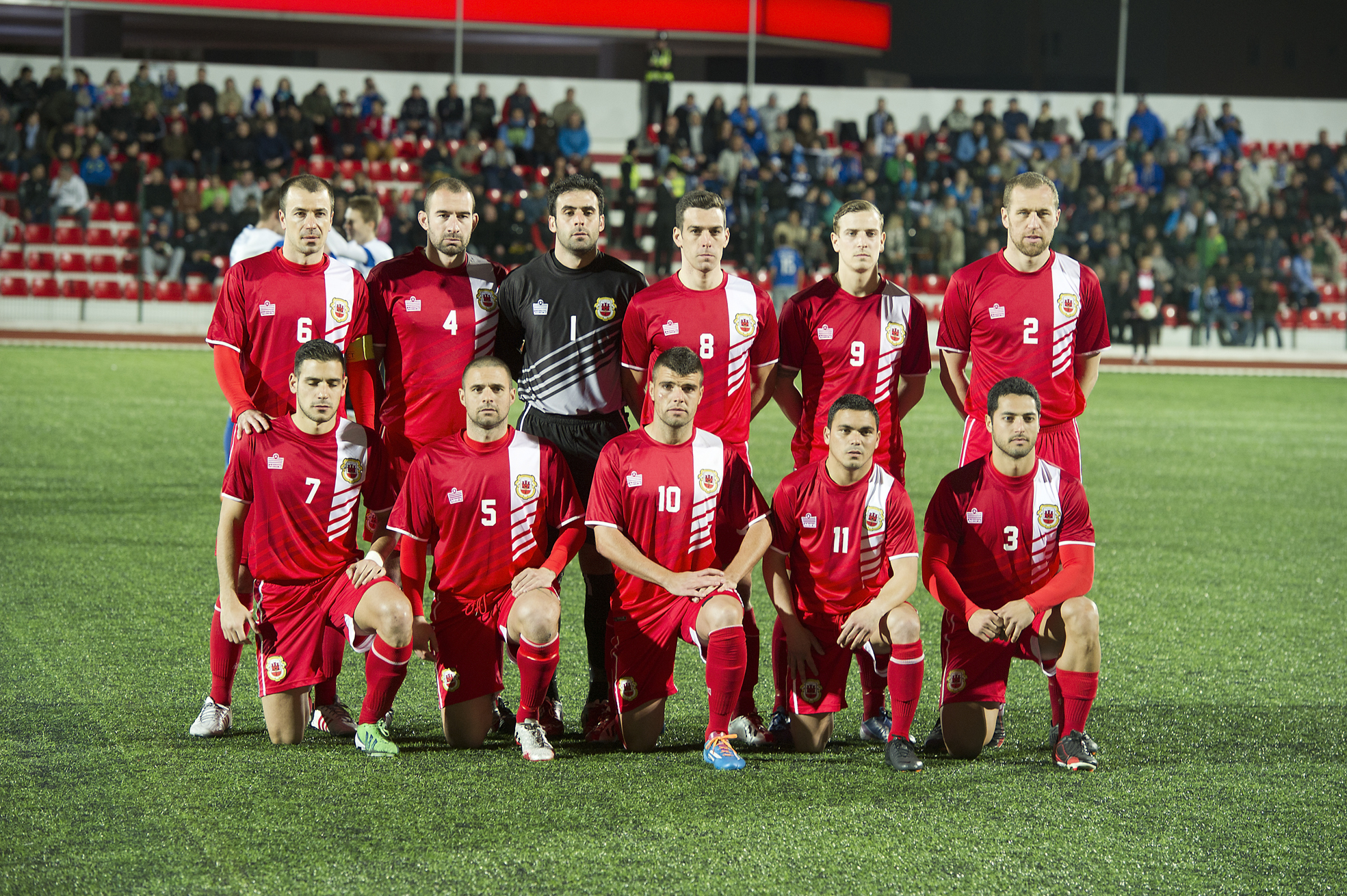
L'Équipe nationale de football de Gibraltar.

La fédération de football de Gibraltar, membre à part entière de l'UEFA et de la FIFA, organise un championnat de football depuis 1896. Le vainqueur du championnat est qualifié pour les phases qualificatives de la Ligue des champions, tandis que le vainqueur de la coupe nationale, ainsi que les deuxième et troisième du championnat intègrent celles de la Ligue Europa Conférence. Les clubs les plus importants du territoire sont le Lincoln FC, Manchester 62, Glacis United et le Europa FC.
En marge de cette fédération Gibraltar possède aussi depuis 118 ans une équipe nationale de football qui se limitait jusqu'en 2013 à des compétitions méconnues du grand public. Enfin en 2013 la chance lui apparaît pour un premier match officiel le temps d'une rencontre éliminatoire dans le cadre de l'Euro 2016 contre la Slovaquie.
Jusqu'en mars 2018 la plupart des matchs officiels FIFA à domicile se disputaient à Faro au Portugal. Le 27 mars 2018, elle remporte son premier match officiel au Victoria Stadium contre la Lettonie (1-0).

## Vie militaire

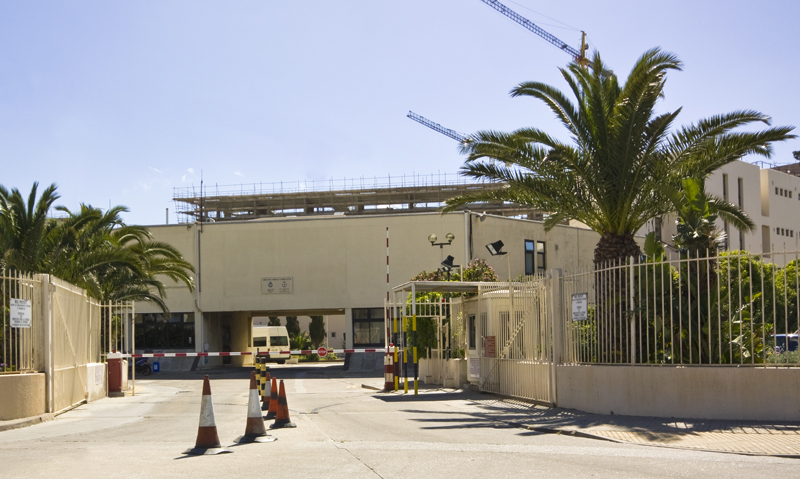
Le quartier général des British Forces Gibraltar.

Les British Forces Gibraltar sont chargées de la défense de ce site stratégique. La British Army est représentée par le Royal Gibraltar Regiment, à l'origine une force de réserve qui a été placée sur l'établissement permanent de l'armée britannique en 1990. Le régiment comprend des soldats à plein temps et à temps partiel recrutés sur place, ainsi que des militaires de carrière britanniques en provenance d'autres régiments.
La marine royale maintient un escadron. L'escadron est responsable de la sécurité et de l'intégrité des eaux territoriales britanniques de Gibraltar (BGTW). La base est appelée Rooke par les habitants de Gibraltar en l'honneur de George Rooke qui s'est emparé du rocher au détriment de l'archiduc Charles (prétendant au trône espagnol) en 1704. Elle est une base importante pour l'OTAN, les sous-marins nucléaires britanniques et des États-Unis s'y ravitaillant fréquemment. Les bateaux de la marine espagnole ne se ravitaillent cependant pas à cet endroit.
La base de la Royal Air Force (RAF) à Gibraltar fait partie du régiment royal de Gibraltar. Bien que les avions ne soient pas de manière permanente postés à Gibraltar, de nombreux avions de la RAF font des visites régulières.
On pense que le rocher est une base d'écoute de ROEM pour les télécommunications en direction de l'Afrique du Nord, et en raison de son emplacement stratégique elle reste toujours une base principale pour la NSA et pour le Government Communications Headquarters.